# Jitka z Feldsbergu
Jitka z Feldsbergu († 1291) byla rakouská a moravská šlechtična.
Narodila se jako druhorozená dcera rakouského šlechtice Albera z Feldsbergu. Kolem roku 1266 byla provdána za moravského šlechtice Gerharda ze Zbraslavi a Obřan, kterému porodila dva syny, Bočka a Smila, a dvě dcery, Anežku a Eufémii. Po smrti svého otce roku 1270 zdědila statky v Rakousích, které však v roce 1285 s Gerhardem prodala.
Zemřela roku 1291.